# 도야마역
도야마역(일본어: 富山駅, とやまえき)은 일본 도야마현 도야마시에 있는 서일본 여객철도, 아이노카제토야마 철도의 철도역이다.
이 문서에서는 도야마 라이트 레일의 도야마코선 도야마역 기타 및, 도야마 지방 철도의 철도노선 덴테쓰도야마역, 궤도노선 도야마역앞도 함께 기술한다.

## 역 구조

### 신칸센
신칸센 승강장은 2면 4선 구조이며 스크린도어가 설치되어 있다.
| 11·12 | 호쿠리쿠 신칸센 | 상행 | 나가노·다카사키·도쿄 방면 |
| 13·14 | 호쿠리쿠 신칸센 | 하행 | 가나자와 · 쓰루가 방면    |

### JR 서일본 재래선 · 아이노카제토야마 철도선
3면 6선 구조의 지상역이다. 이 중 2면 4선은 쌍섬식 구조이고, 1면 1선은 단식 구조이며, 나머지 1면 1선은 한쪽 방향이 끊긴 두단식 구조이다.
서일본 여객철도가 직접 영업하는 역으로, 호쿠리쿠 본선 이스루기역 ~ 엣추미야자키역 구간과 다카야마 본선 이노타니역 ~ 니시토야마역 구간, 조하나 선·히미선의 전 구간의 역을 관리·운영하는 도야마 지역 철도부가 구내에 설치되어 있다.
| 1     | ■ 다카야마 본선           | -    | 엣추야쓰오 · 다카야마 방면        |
| 2     | ■ 다카야마 본선           | -    | 엣추야쓰오 · 도야마 방면          |
| 2     | ■ 아이노카제토야마 철도선 | 상행 | 다카오카 · 가나자와 방면          |
| 3     | ■ 아이노카제토야마 철도선 | 상행 | 다카오카 · 가나자와 방면          |
| 4     | ■ 아이노카제토야마 철도선 | 상행 | 다카오카 · 가나자와 방면          |
| 4     | ■ 아이노카제토야마 철도선 | 하행 | 우오즈 · 도마리 · 이토이가와 방면 |
| 5 · 6 | ■ 아이노카제토야마 철도선 | 하행 | 우오즈 · 도마리 · 이토이가와 방면 |

가나자와 방면으로 운행하는 특급 열차 중 시라사기는 3·4번 승강장을 주로 사용하며, 이외의 특급 열차는 모두 3번 열차에 정차한다.

### 도야마 지방 철도 덴테쓰토야마 역
도야마 지방 철도 본선의 덴테쓰토야마 역은, JR 도야마 역의 역 정면 입구 앞 광장에 인접하고 있다. 두단식 승강장 3면 4선의 구조를 갖춘 지상역이다.
| 1 · 4 | ■ 본선                      | 가미이치 · 나카나메리카와 · 덴테쓰우오즈 · 덴테쓰쿠로베 · 우나즈키온센 방면 | 특급 '우나즈키' 포함 |
| 1 · 4 | ■ 다테야마 선               | 이와쿠라지 · 지가키 · 다테야마 방면                                         |                      |
| 1 · 4 | ■ 후지코시 선 · 가미다키 선 | 미나미토야마 · 가미다키 · 다이센지 방면                                     |                      |

### 도야마 지방 철도 덴테쓰토야마 역 · 에스터마에 정류장 · 도야마에키 정류장
상대식 승강장 2면 2선의 구조를 갖춘 지상역 형태의 정류장이다. 2015년 3월 14일에 현재의 이름으로 바뀌었다. 도야마 지방 철도 시내 궤도선 도야마에키 정류장은 2015년 3월 14일에 JR 도야마 역 고가 아래에 신규 설치되었던 정류장이며, 당 정류장부터 지선 접속점까지는 도야마에키 난보쿠 접속선이며, 도야마 시가 궤도 정비 사업자로 되어 있다. 3면 2선의 구조로, 동쪽 승강장이 1번선, 중앙 승강장이 2번선과 3번선, 서쪽 승강장이 4번선으로 되어 있다.

### 도야마 라이트 레일 도야마에키키타 정류장
도야마 라이트 레일의 도야마에키키타 정류장은, 도야마 역 북쪽 출입구 정면에 위치하고 있다. 두단식 승강장을 갖춘 지상역 형태의 정류장으로, 동쪽에 있는 단선 승강장과 중앙에 있는 섬식 승강장으로 구성되어 있으며, 2면 2선이다. 정류장 내 궤도는 잔디가 심어져 있다.
| 1 · 2 | ■ 도야마코 선 | 이와세하마 방면 |

## 역세권 정보
- 도야마현청사
- 도야마시청사
- 도야마 현민 회관
- NHK 도야마 방송국 회관
- 북일본방송 본사
- 도야마 농업협동조합 회관
- 도야마 지방 철도 본사옥
- 호쿠리쿠 전력 본사
- 도야마 운하환수공원
- 도야마 적십자 병원

## 역사
- 1899년 3월 20일: 관설철도 (뒷날의 일본국유철도) 호쿠리쿠 본선 다카오카 역 ~ 도야마 역 구간의 개통과 동시에 개업.
- 1908년 11월 16일: 우오즈역까지 노선이 연장되면서, 역이 지금의 자리로 옮겨졌다.
- 1927년 9월 1일: 히에쓰 선 (지금의 다카야마 본선)이 도야마 역에서 엣추야쓰오 역까지 개업하여 환승역이 되었다.
- 1934년 10월 25일: 히에쓰 선이 다카야마 본선으로 이름이 바뀌었다.
- 1987년 4월 1일: 민영화에 따라 서일본 여객철도의 소속이 되었다.
- 2015년
  - 3월 14일: 호쿠리쿠 신칸센이 개통, 이에 따라 기존의 호쿠리쿠 본선 구간은 아이노카제토야마 철도로 소속이 이관되었다.
  - 3월 26일: 아이노카제토야마 철도선에 ICOCA 도입.

## 인접역
| 서일본 여객철도 호쿠리쿠 신칸센                     | 서일본 여객철도 호쿠리쿠 신칸센 | 서일본 여객철도 호쿠리쿠 신칸센         |
| --------------------------------------------------- | ------------------------------- | --------------------------------------- |
| 나가노 도쿄 방면                                    | 가가야키 호                     | 가나자와 가나자와 방면                  |
| 구로베 우나츠키 온천 도쿄 방면                      | 하쿠타카 호                     | 신타카오카 가나자와 방면                |
| 시·종착역                                           | 쓰루기 호                       | 신타카오카 가나자와 방면                |
| 아이노카제토야마 철도 ■ 아이노카제토야마 철도선     |                                 |                                         |
| 고스기 가나자와 방면                                | ● 아이노카제 라이너             | 나메리카와 도마리 방면                  |
| 구레하 가나자와 방면                                | ● 보통                          | 신토야마구치 도마리 방면                |
| 서일본 여객철도 · 도카이 여객철도 ■ 다카야마 본선   |                                 |                                         |
| 하야호시 나고야 방면                                | 특급 "히다"                     | 시·종착역                               |
| 니시토야마 이노타니 방면                            | ● 보통                          | 시·종착역                               |
| 도야마 지방 철도 철도선 ■ 본선                      |                                 |                                         |
| 시·종착역                                           | 특급 "우나츠키" 특급 "다테야마" | 데라다 우나츠키온센 · 다테야마 방면     |
| 시·종착역                                           | ● 급행 ● 보통                   | 이나리마치 우나츠키온센 · 다테야마 방면 |
| 도야마 지방 철도 철도선 ■ 후지코시 선 · 카미다키 선 |                                 |                                         |
| 시·종착역                                           | ● 보통                          | 이나리마치 이와구라지 방면              |
| 도야마 지방 철도 ■ 궤도선                           |                                 |                                         |
| 시·종착역                                           | ● 1호 계통                      | 지방철도빌딩 앞 미나미토야마 방면       |
| 지방철도빌딩 앞 대학앞 방면                         | ● 2호 계통                      | 신토미쵸 미나미토야마 방면              |
| 신토미쵸 내선순환                                   | ● 3호 계통 (순환선)             | 지방철도빌딩 앞 외선순환                |
| 토야마 라이트 레일 ■ 토야마항 선                    |                                 |                                         |
| 시·종착역                                           | ● 보통                          | 인텍 본사 앞 이와세하마 방면            |

## 같이 보기
- 다테야마역 (도야마현)